# Czernica (Jelenia Góra)
Pour les articles homonymes, voir Czernica.
Czernica est une localité polonaise de la gmina de Jeżów Sudecki, située dans le powiat de Jelenia Góra en voïvodie de Basse-Silésie.

## Histoire
De 1816 à 1945, Langenau fait partie de l'arrondissement de Löwenberg-en-Silésie dans le district de Liegnitz au sein de la province de Silésie.